# Khoa học và kỹ thuật thời Hán

Năm bước trong quá trình làm giấy, được Thái Luân phát minh vào năm 105, thời Đông Hán

Triều đại nhà Hán (206 TCN - 220) thời cổ Trung Hoa, chia ra làm hai giai đoạn chính là Tây Hán (206 TCN - 9, đóng đô ở Trường An), bị gián đoạn bởi nhà Tân của Vương Mãng (khoảng 9–23), và Đông Hán (25–220, dời đô sang Lạc Dương, sau năm 196 dời tiếp sang Hứa Xương), đã đạt được nhiều thành tựu đáng kể trong khoa học kỹ thuật.
Họ đã có những phát kiến lớn trong ngành luyện kim. Ngoài những phát minh trước đó của Trung Quốc về lò cao để sản xuất gang thỏi (pig iron) và lò đứng để sản xuất gang (cast iron) thời nhà Chu (khoảng 1050 - 256 TCN), thì thời Hán luyện được cả thép và sắt rèn bằng kỹ thuật rèn khuôn hở luyện tinh (finery forge) và luyện putlinh (puddling). Người Hán đục các lỗ khoan sâu vào lòng đất để tìm khoáng sản, họ không chỉ sử dụng những chiếc chòi khoan để nâng nước muối cô đặc lên bề mặt rồi đun sôi thành muối mà còn lắp các đường ống bằng tre để đưa khí đốt tự nhiên lên làm nhiên liệu cho các lò nung. Kỹ thuật nấu chảy được nâng cao với các phát minh như ống thổi chạy bằng guồng nước; kết quả là sự phân phối các công cụ bằng sắt cho nhân dân đã tạo điều kiện cho nông nghiệp phát triển. Để xới đất và trồng các hàng cây thẳng, máy cày bằng ván khuôn nặng được cải tiến với ba lưỡi cày bằng sắt và máy khoan hạt bằng sắt nhiều ống chắc chắn đã được phát minh vào thời Hán, giúp cải thiện đáng kể năng suất sản xuất và do đó duy trì sự gia tăng dân số. Phương pháp cung cấp nước cho các mương thủy lợi được cải tiến với phát minh máy bơm xích cơ học chạy bằng sức quay của guồng nước hoặc động vật kéo, có khả năng đưa nước tưới lên chỗ cao. Guồng nước cũng được sử dụng để vận hành các búa đòn bẩy giã gạo và dùng để quay các hỗn thiên nghi điều khiển bằng cơ học đại diện cho thiên cầu quanh Trái đất.
Chất lượng cuộc sống được cải thiện do các phát minh của người Hán. Người Hán sử dụng các cuộn tre buộc gai dầu để viết, nhưng vào thế kỷ thứ 2 CN đã phát minh ra quy trình sản xuất giấy để tạo ra một phương tiện viết vừa rẻ vừa dễ sản xuất. Việc phát minh ra xe rùa giúp vận chuyển các vật nặng dễ dàng hơn. Thuyền buồm hàng hải và bánh lái gắn ở đuôi tàu cho phép người Trung Quốc đi ra biển khơi. Việc phát minh ra tham chiếu lưới cho bản đồ và bản đồ địa hình giúp họ hiểu rõ địa lý hơn. Trong y học, họ sử dụng các phương thuốc thảo dược mới để chữa bệnh, dưỡng sinh để giữ thể lực và chế độ ăn uống điều độ để tránh bệnh tật. Các quan chức ở thủ đô đã được cảnh báo trước về hướng của những trận động đất do phát minh ra địa chấn kế trang bị con lắc nhạy với rung động. Để đánh dấu các mùa và các dịp đặc biệt, người Hán sử dụng hai biến thể của lịch âm dương, được chế tạo qua những nỗ lực trong thiên văn học và toán học. Những tiến bộ trong toán học bao gồm việc phát hiện ra căn bậc hai, căn bậc ba, định lý Pitago, phép khử ma trận Gauss, lược đồ Horner, cải tiến các phép tính số pi và số âm. Hàng trăm con đường và kênh rạch mới được xây dựng để tạo điều kiện thuận lợi cho giao thông, thương mại, thu thuế, thông tin liên lạc và di chuyển quân đội. Người Trung Quốc thời Hán cũng sử dụng một số loại cầu để băng qua sông ngòi và hẻm núi sâu, chẳng hạn như cầu dầm, cầu vòm, cầu treo đơn giản và cầu phao. Những tàn tích của người Hán về những bức tường thành phòng thủ bằng gạch hoặc bằng đất nện vẫn còn tồn tại cho đến ngày nay.

## Các quan điểm hiện đại về khoa học và kỹ thuật thời Hán
Jin Guantao, giáo sư tại Viện Nghiên cứu Trung Quốc của Đại học Trung văn Hương Cảng, Fan Hongye, nghiên cứu sinh tại Viện Khoa học Chính sách và Khoa học Quản lý của Học viện Khoa học Trung Quốc, và Liu Qingfeng, giáo sư tại Viện Văn hóa Trung Quốc của Đại học Trung văn Hương Cảng, khẳng định rằng nửa sau nhà Hán là một thời kỳ độc đáo trong lịch sử khoa học và công nghệ Trung Quốc tiền hiện đại. Ba người so sánh khoa học và công nghệ thời kỳ này với tốc độ phát triển khoa học và công nghệ đáng kinh ngạc thời nhà Tống (960–1279). Tuy nhiên, họ cũng lập luận rằng nếu không có ảnh hưởng từ những giáo điều tiền khoa học trong trường phái triết học cổ Mặc gia, khoa học Trung Quốc vẫn lại tiếp tục thiếu đi một cấu trúc vững vàng:  
Giai đoạn từ giữa và cuối thời Đông Hán tới đầu thời Tào Ngụy và Tấn, tốc độ phát triển thực của khoa học và công nghệ Trung Quốc gần đạt tới mức cực đại (có lẽ chỉ xếp sau thời Bắc Tống)... Người Hán ngày càng ít quan tâm hơn tới việc nghiên cứu Nho học kinh điển, thứ đã kìm hãm quá trình xã hội hóa khoa học trong một thời gian dài. Nếu trường phái Mặc gia, vốn giàu tư tưởng khoa học, nhanh chóng trưởng thành và củng cổ, thì tình hình có thể rất thuận lợi cho sự phát triển của một cấu trúc khoa học. Thế nhưng, rốt cuộc điều này không xảy ra vì những hạt giống cho cấu trúc khoa học nguyên thủy đã chẳng thể hình thành. Cuối thời Đông Hán, những biến động tàn khốc lại tiếp tục diễn ra trong tiến trình biển đổi xã hội, để lại hậu quả là một trong những giai đoạn xáo trộn xã hội khủng khiếp nhất lịch sử Trung Quốc. Không khó để hình dung những ảnh hưởng tiêu cực mà tai họa này đem đến cho khoa học.
Joseph Neeham (1900–1995), cố giáo sư Đại học Cambridge và là tác giả bộ sách đột phá Science and Civillsation in China, phát biểu rằng "Thời nhà Hán (đặc biệt là Đông Hán) là một trong những thời kỳ tương đối quan trọng đối với lịch sử khoa học Trung Quốc." Ông ghi nhận những tiến bộ về khoa học thiên văn và lịch biểu thời Hán, "sự khởi đầu của ngành thực và động vật học có hệ thống", và chủ nghĩa hoài nghi triết học cùng tư tưởng duy lý thể hiện trong các tác phẩm thời Hán như Luận hành của triết gia Vương Xung  (27–100).

## Vật liệu viết

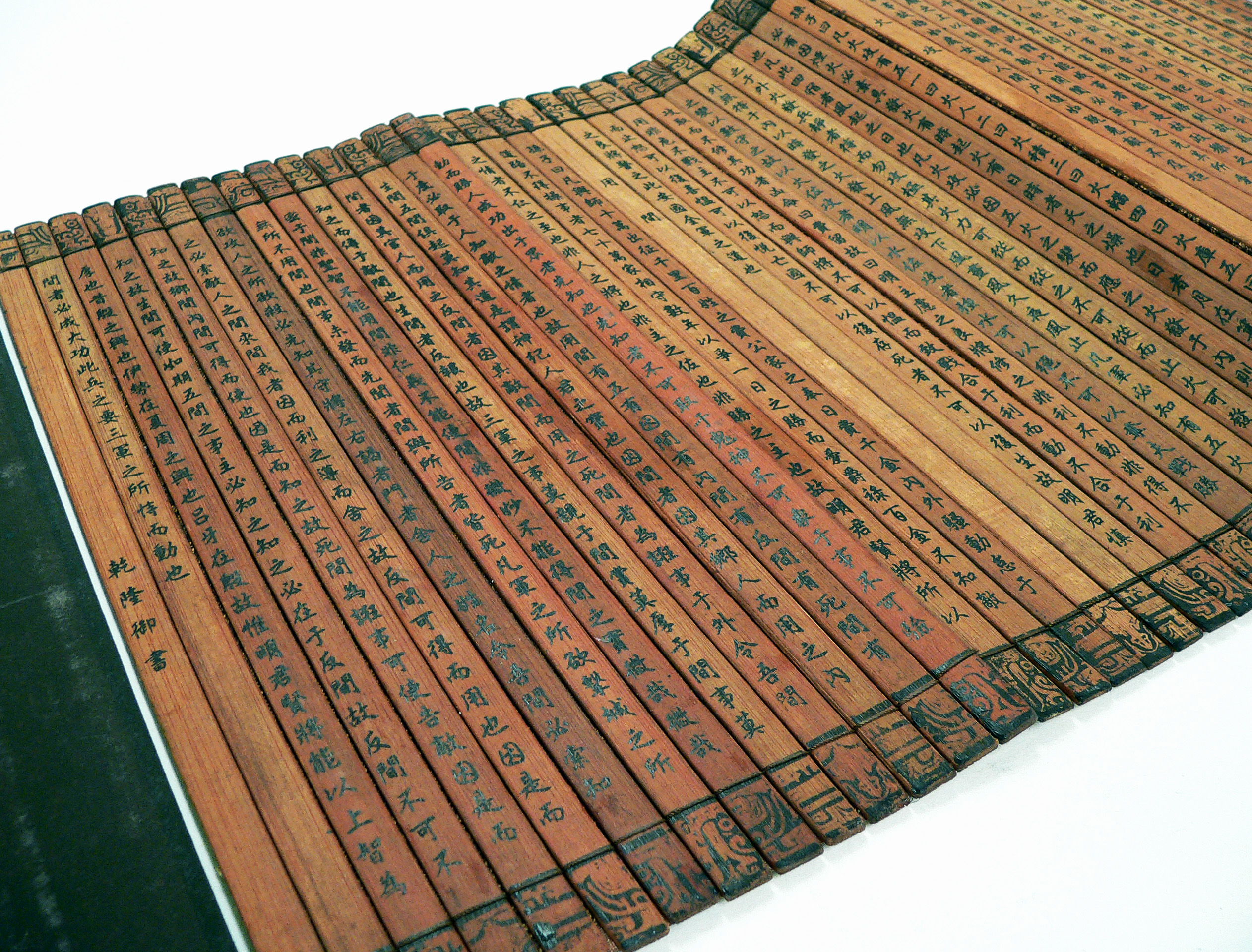
Một cuốn thẻ tre thời Hán (Hán tự: 册) chép Binh pháp của Tôn Tử (khoảng thế kỷ thứ 6 TCN), đây là bản sao chép thời nhà Thanh đời Càn Long (k. 1736–1795)

Vật liệu viết phổ biến nhất được tìm thấy trong các cuộc khai quật khảo cổ học từ các di chỉ cổ đại trước thời Hán là vỏ và xương (giáp cốt văn) cũng như đồ đồng. Vào đầu thời Hán, vật liệu viết chính là tre trúc (chữ Hán: 竹簡, trúc giản) và các phiến đất sét, vải lụa, các dải gỗ mềm, và các cuộn giấy làm từ các dải tre khâu lại với nhau bằng dây gai dầu qua các lỗ đục (册, sách) và được dính lại bằng đất sét. Các ký tự viết trên những dải tre phẳng hẹp này được sắp xếp thành các cột dọc.
Các bản đồ được vẽ bằng mực trên vải lụa phẳng đã được tìm thấy trong mộ của Hầu tước Đại (được chôn cất vào năm 168 TCN tại Mã Vương Đồi, tỉnh Hồ Nam). Bản đồ giấy sớm nhất được biết đến được tìm thấy ở Trung Quốc, có niên đại 179–141 TCN và nằm ở Phóng Mã Than (gần Thiên Thủy, tỉnh Cam Túc), tình cờ là mảnh giấy lâu đời nhất được biết đến. Tuy nhiên, giấy gai dầu của Trung Quốc thời Tây Hán và đầu thời Đông Hán có chất lượng thô và chủ yếu được dùng làm giấy gói. Quy trình sản xuất giấy chưa được chính thức giới thiệu cho đến khi thái giám của triều đình Đông Hán là Thái Luân (50–121 CN) sáng chế vào năm 105, ông dùng vỏ cây dâu tằm, cây gai dầu, khăn trải cũ và lưới cá đun sôi với nhau để tạo thành bột giấy giã nhỏ, khuấy trong nước, và sau đó nhúng bằng rây gỗ có chứa tấm lau sậy đã được lắc, sấy khô và tẩy trắng thành các tờ giấy. Tờ giấy cổ nhất được biết đến với dòng chữ viết trên đó được tìm thấy từ tàn tích của một tháp canh Trung Quốc tại Tsakhortei, Alxa League, Nội Mông, có niên đại chính xác là năm 110 CN khi các đơn vị đồn trú của người Hán từ bỏ khu vực này. Đến thế kỷ thứ 3, giấy trở thành một trong những vật liệu viết chính của Trung Quốc.

## Gốm sứ
Ngành thủ công nghiệp gốm sứ Hán được các doanh nghiệp tư nhân cũng như các cơ quan chính quyền địa phương ủng hộ. Gốm sứ được sử dụng trong các vật dụng tại gia và đồ bếp núc cũng như dùng làm vật liệu xây dựng cho tấm lát và gạch.
Đồ gốm xám thời Hán (màu của nó có nguồn gốc từ đất sét đã được sử dụng) vượt trội hơn so với gốm xám của Trung Quốc trước đó do người Hán sử dụng các buồng lò cách nhiệt lớn hơn, đường hầm nung dài hơn và thiết kế ống khói được cải thiện.  Các lò nung gốm xám thời Hán có thể đạt đến nhiệt độ nung trên 1.000 °C (1.830 °F). Tuy nhiên, đồ gốm cứng ở miền nam Trung Quốc được làm từ một loại đất sét kết dính dày đặc chỉ có ở phía nam (tức Quảng Đông, Quảng Tây, Hồ Nam, Giang Tây, Phúc Kiến, Chiết Giang và nam Giang Tô) được nung ở nhiệt độ thậm chí còn cao hơn. Đồ gốm tráng men của các triều đại nhà Thương (1600 - 1050 TCN) và nhà Chu (1050 - 256 TCN) được nung ở nhiệt độ cao, nhưng đến giữa thời Tây Hán (206 TCN - 9 TCN), gốm tráng men màu nâu được sản xuất và nung ở nhiệt độ thấp khoảng 800 °C (1.470 °F), rồi gốm tráng men màu lục trở nên phổ biến vào thời Đông Hán (25–220 CN).
Vương Trọng Thù cho rằng đồ sành dạng đá thômàu xanh lục nhạt, gọi là đồ gốm men ngọc, chỉ tồn tại từ thời Tam Quốc (220–265 CN) trở đi, nhưng lập luận rằng các mảnh gốm được tìm thấy tại các di chỉ Đông Hán (25–220 CN) từ tỉnh Chiết Giang có thể được xếp vào loại men ngọc. Tuy nhiên, Richard Dewar lập luận rằng đồ men ngọc thực sự chưa được chế ra ở Trung Quốc cho đến đầu triều đại nhà Tống (960–1279) khi các lò nung ở Trung Quốc bấy giờ có thể đạt đến nhiệt độ lò tối thiểu là 1.260 °C (2.300 °F), với phạm vi thường là từ 1.285 °C đến 1.305 °C (2.345 đến 2.381 °F) đối với men ngọc.

## Luyện kim

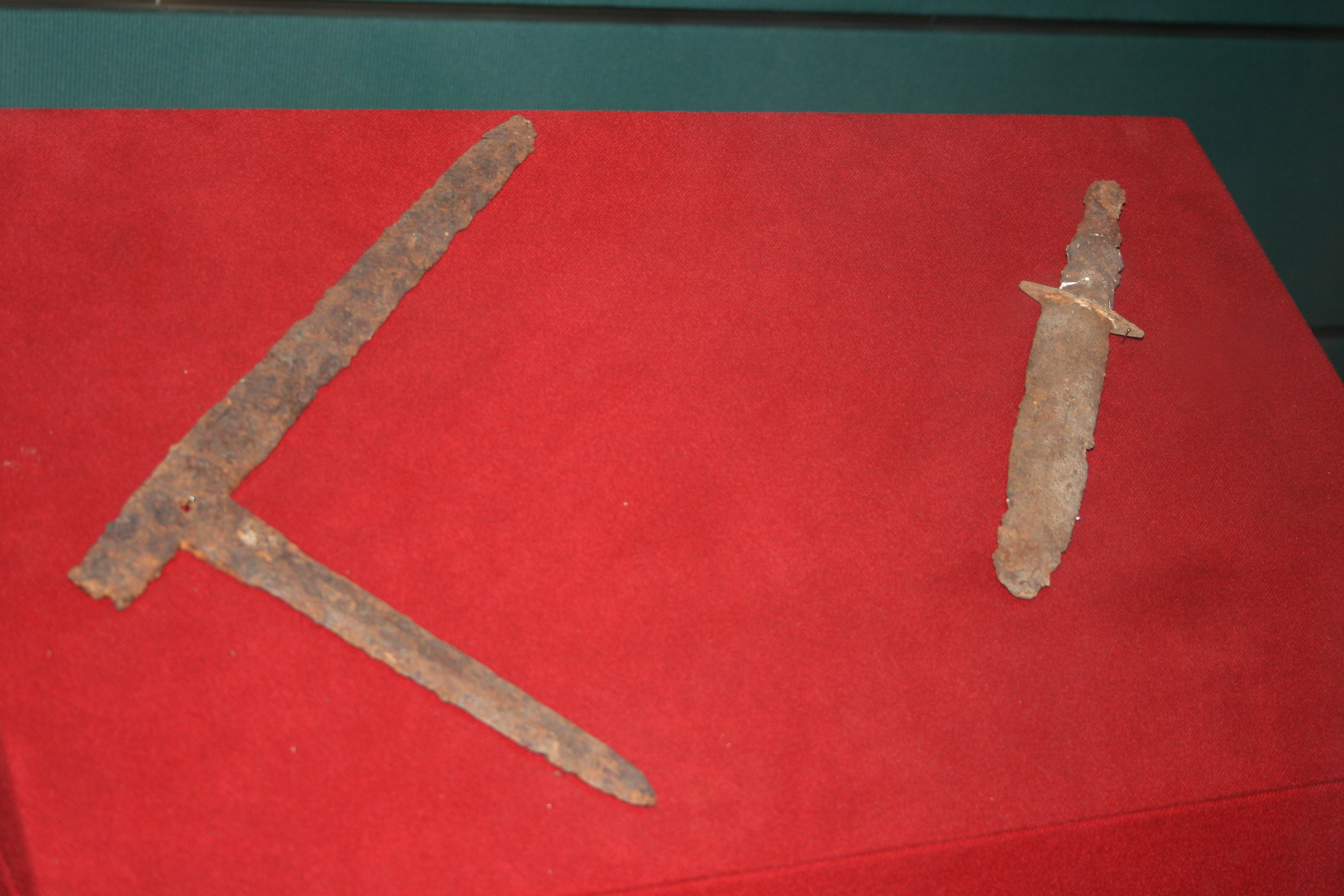
Liêm cựa gà và con dao bằng sắt thời Hán

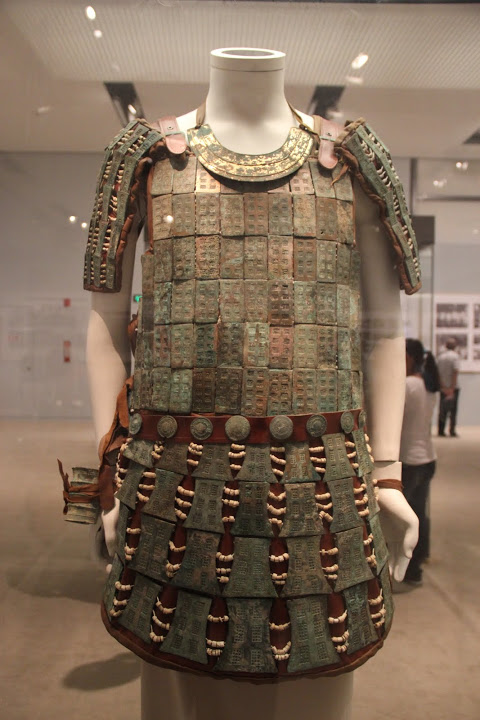
Giáp vảy làm từ đồng thời Hán

### Lò nung và kỹ thuật nấu chảy
Một lò cao chuyển đổi quặng sắt thô thành gang thỏi, có thể được nấu chảy lại trong lò đứng để sản xuất gang. Các mẫu vật bằng gang sớm nhất được tìm thấy ở Trung Quốc có niên đại vào thế kỷ thứ 5 TCN vào cuối thời Xuân Thu, nhưng các lò cao được phát hiện lâu đời nhất có niên đại vào thế kỷ thứ 3 TCN và phần lớn có niên đại sau thời Hán Vũ Đế (k. 141–87 TCN) thiết lập độc quyền của chính phủ đối với ngành sắt vào năm 117 TCN (hầu hết các di chỉ phát hiện các xưởng làm sắt được xây dựng trước năm 117 TCN chỉ là các xưởng đúc đúc lại sắt đã được nấu chảy ở nơi khác). Quặng sắt nấu chảy trong lò cao thời Hán hiếm khi được đúc trực tiếp thành khuôn vĩnh cửu; thay vào đó, vụn gang thỏi được nấu chảy lại trong lò đứng lớn để làm gang. Lò đứng sử dụng một luồng khí lạnh đi qua các ống gió tuyere từ dưới lên trên cùng, nơi nạp than củi và gang thỏi. Do đó, không khí đi qua các ống tuyere đã trở thành luồng khí nóng khi nó xuống đáy lò.
Mặc dù Trung Hoa thời Hán không có lò bloomery, người Hán vẫn có thể tạo ra sắt rèn khi họ bơm nhiều oxy vào lò đứng, gây ra hiện tượng khử cacbon. Người Trung Quốc thời Hán cũng biết cách chuyển gang và gang thỏi thành sắt rèn và thép bằng cách sử dụng quá trình rèn khuôn hở luyện tinh và putlinh, những mẫu vật của các loại vật liệu như vậy có mặt sớm nhất vào thế kỷ thứ 2 TCN và được tìm thấy tại Tieshengguo gần Tung Sơn, tỉnh Hà Nam. Các bức tường bán ngầm của những lò này được lót bằng gạch chịu lửa và có đáy bằng đất sét chịu lửa. Bên cạnh than củi, Vương Trọng Thù nói rằng một loại nhiên liệu đốt lò khác được sử dụng ở thời Hán là "bánh than", một hỗn hợp của bột than, đất sét và thạch anh.

### Ứng dụng của thép, sắt và đồng
Donald B. Wagner viết rằng hầu hết các công cụ và dụng cụ bằng sắt sản xuất thời Hán được làm bằng gang thép rẻ và giòn hơn, trong khi quân đội thường sử dụng vũ khí bằng sắt rèn và thép do độ bền của chúng. Thời nhà Hán, các thanh kiếm bằng đồng 0,5 m (1,6 ft) điển hình được tìm thấy thời Chiến Quốc dần được thay thế bằng kiếm sắt có chiều dài khoảng 1 m (3,3 ft). Cái qua cổ đại làm bằng đồng vẫn được binh lính Hán sử dụng, mặc dù nó dần bị loại bỏ và thay thế bằng giáo sắt và kích sắt. Ngay cả các đầu mũi tên, từng được làm bằng đồng, dần dần chỉ còn một đầu bằng đồng và trục sắt, cho đến cuối thời Hán thì toàn bộ đầu mũi tên chỉ được làm bằng sắt. Nông dân, thợ mộc, thợ thủ công làm tre, thợ đá và thợ xây dựng đất nện đều sở hữu sẵn các công cụ bằng sắt như cày, cuốc, thuổng, xẻng, liềm, rìu, đẽo, búa, đục, dao, cưa, dùi cào, và đinh. Các sản phẩm bằng sắt phổ biến được tìm thấy trong các ngôi nhà thời Hán bao gồm giá ba chân, bếp, nồi nấu ăn, khóa thắt lưng, nhíp, kẹp lửa, kéo, dao làm bếp, móc cá và kim. Gương và đèn dầu thường được làm từ đồng hoặc sắt. Tiền xu được đúc từ đồng (copper) hoặc hợp kim của đồng và thiếc nấu chảy với nhau.

## Nông nghiệp

### Nông cụ và kỹ thuật
Các nhà khảo cổ học hiện đại đã khai quật được các nông cụ bằng sắt của người Hán trên khắp Trung Quốc, từ Nội Mông ở phía bắc đến Vân Nam ở phía nam. Thuổng, xẻng, cuốc và cày được sử dụng để cấy bừa, cuốc để phạt cỏ dại, cào để tơi đất và liềm để thu hoạch mùa màng. Tùy thuộc vào kích thước của chúng, cày của người Hán được một con bò hoặc hai con kéo. Bò cày kéo cũng được sử dụng để kéo máy khoan hạt giống bằng sắt ba chân (được phát minh ở Trung Quốc vào thế kỷ thứ 2 TCN), cho phép nông dân gieo hạt theo hàng thẳng chính xác thay vì gieo hạt bằng tay. Các tác tác phẩm nghệ thuật thời Tào Ngụy (220–265 CN) và nhà Tấn (265–420) mô tả việc sử dụng bừa để phá bỏ các khối đất sau khi cày, nó có lẽ lần đầu tiên xuất hiện ở Trung Quốc vào thời Đông Hán (25–220 CN). Các công trình thủy lợi phục vụ nông nghiệp bao gồm giếng nước, ao hồ nhân tạo và bờ bao, đập, kênh và cống.

### Ruộng luân phiên
Đời Hán Vũ Đế (trị 141–87 TCN), Viên tổng quản ngũ cốc Triệu Qua (趙過) phát minh ra hệ thống ruộng luân phiên gọi là Đại điền pháp (代田法). Đối với mỗi mẫu đất - tức là một dải đất mỏng, rộng 1,38 m (4,5 ft) và dài 331 m (1,086 ft), hoặc có diện tích khoảng 457 m2 (0,113 mẫu Anh) - người ta sẽ đào ba rãnh trũng (quyến 甽), mỗi cái rộng 0,23 m (0,75 ft) xếp theo đường thẳng, rồi gieo hạt vào. Khi tới đợt giẫy cỏ vào mùa hè, lớp đất tơi xốp của các gò (lũng 壟) ở hai bên sẽ dần dần rơi xuống rãnh, che phủ các mầm cây và bảo vệ chúng khỏi gió hoặc hạn hán. Quyến và lũng sẽ thế chỗ nhau vào năm sau nên quá trình này được gọi là hệ thống ruộng luân phiên.

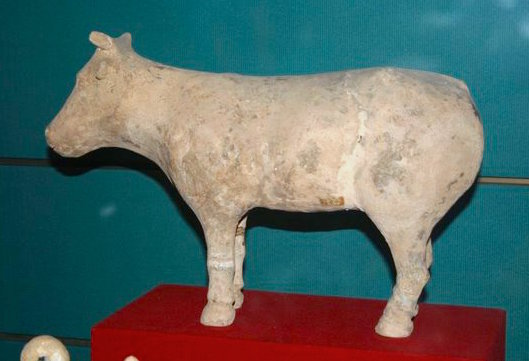
Mô hình bằng gốm thời nhà Hán của một con bò

Hệ thống này cho phép cây trồng phát triển theo đường thẳng từ lúc gieo hạt đến lúc thu hoạch, duy trì độ ẩm trong đất và đảm bảo năng suất thu hoạch ổn định hàng năm. Triệu Qua lần đầu tiên thử nghiệm phương pháp này bên ngoài Trường An và gặt hái nhiều thành công, rồi lan truyền nó cho tất cả các quận huyện trên khắp đất nước. Nhà nghiên cứu Sadao Nishijima cho rằng Tang Hoằng Dương (mất năm 80 TCN) có lẽ đã đóng vai trò thúc đẩy hệ thống mới này.
Những gia đình giàu có sở hữu trâu bò và cày xới bằng sắt lớn hưởng lợi rất nhiều từ hệ thống mới này. Tuy nhiên, những hộ nghèo hơn không sở hữu súc vật thồ phải có đàn ông kéo cày rất khổ cực. Thôi Thực (催寔) (mất năm 170 CN) có viết trong cuốn Tứ Dân Nguyệt Linh (四民月令) rằng vào thời Đông Hán (25–220 CN), một chiếc cày cải tiến đã được phát minh mà chỉ cần một người điều khiển, hai con bò để kéo, sở hữu ba lưỡi cày, một hộp đựng hạt giống cho chiếc xới đất, và có thể gieo khoảng 45.730 m2 (11,30 mẫu Anh) đất chỉ trong một ngày.

### Ruộng hố

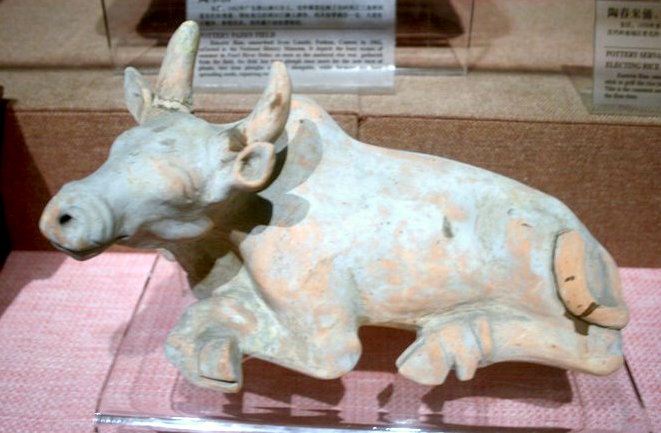
Mô hình bằng gốm thời Tây Hán của một con trâu

Đời Hán Thành Đế (trị 33–37 TCN), Phiếm Thăng Chi ghi chép một cẩm nang về kỹ thuật canh tác ruộng hố gọi là ao điền (凹田). Trong hệ thống này, mỗi mẫu đất được chia thành 3.840 ô lưới, mỗi ô có một hố nhỏ được đào, sâu 13,8 cm (5,4 in) rộng 13,8 cm (5,4 in) và được trộn phân hữu cơ. Hai mươi hạt được gieo vào mỗi hố, sản xuất 0,6 L (20 oz) thóc mỗi hố, khoảng 2.000 L (67.630 oz) mỗi mẫu. Hệ thống này không yêu cầu bò kéo cày hoặc đất đai màu mỡ, vì nó có thể được sử dụng ngay cả trên các địa hình dốc nơi khó cung cấp nước cho các phương pháp canh tác khác. Mặc dù phương pháp canh tác này được người nghèo ưa chuộng, nhưng nó đòi hỏi lao động chuyên sâu, do đó chỉ những gia đình giàu mới có thể duy trì một hệ thống như vậy.

### Ruộng lúa

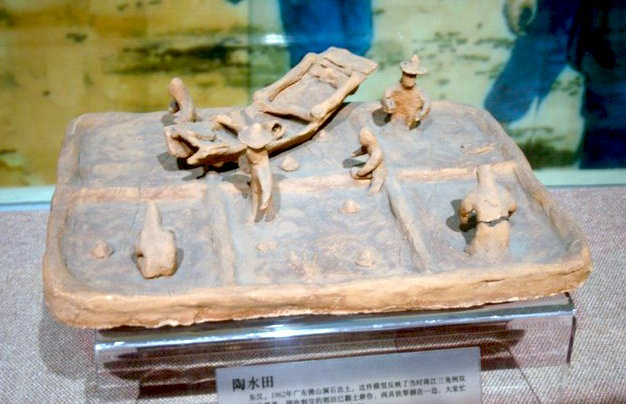
Mô hình bằng gốm thời Đông Hán của một ruộng lúa nước

Nông dân Hán ở vùng sông Dương Tử, miền nam Trung Quốc thường duy trì ruộng để trồng lúa. Hàng năm, họ đốt cỏ dại trên ruộng lúa, làm ngập nước cánh đồng, gieo hạt thủ công, và khoảng tới lúc thu hoạch thì dẫy cỏ còn sót và làm ngập lần thứ hai. Phương pháp này khiến cánh đồng bị bỏ hoang có chủ ý trong nhiều năm và do đó không còn màu mỡ. Nông dân Hán ở phía bắc quanh sông Hoài có phương pháp dời trồng. Phương pháp này cho phép các cây riêng lẻ được chăm sóc kỹ hơn (có lẽ ở cùng vị trí với ruộng lúa), các nhánh của chúng tách ra để có thể tiết kiệm nước và ruộng có thể được bón phân nhiều vì cây vụ đông được trồng trong khi cây lúa non được giữ trong vườn ươm thực vật.

## Toán học và thiên văn học

### Luận thuyết toán học

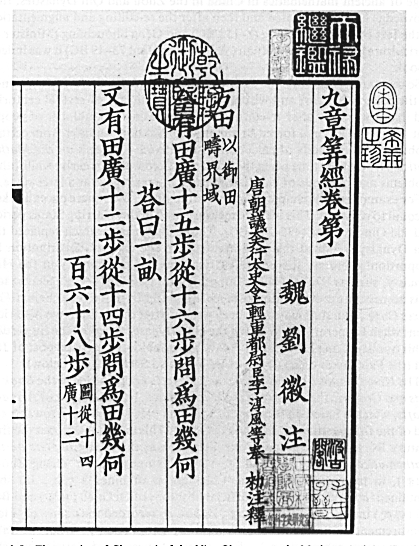
Một trang từ cuốn Cửu chương toán thuật

Toán sổ thư (筭數書) là một trong những luận thuyết toán học Trung Quốc cổ nhất còn sót lại, nó được khai quật cùng với nhiều thẻ tre Hán văn tại di chỉ Trương Gia Sơn thuộc Giang Lăng, Hồ Bắc, có niên đại về khoảng năm 202-186 TCN. Một luận thuyết toán học nữa được biên soạn thời Hán là Chu bễ toán kinh (周髀算經), có niên đại không sớm hơn thế kỷ 1 TCN (có lẽ được viết bởi nhiều tác giả) và chứa nhiều tài liệu tương đồng với những tài liệu được Dương Hùng mô tả vào năm 5 TCN, tuy vậy trường phái toán học trong cuốn Chu bễ chưa được bàn luận rộng rãi cho đến thời Thái Ung (132–192 CN) năm 180. Triệu Sảng (趙爽) thêm lời tựa cho cuốn sách vào thế kỷ thứ 3. Ngoài ra còn có cuốn Cửu chương toán thuật (九章算術); tên đầy đủ của nó được khắc trên một đôi thước đo tiêu chuẩn bằng đồng có niên đại năm 179 CN (có ý kiến cho rằng nhiều nội dung trong sách này đã được nhắc tới lâu rồi nhưng với tựa đề khác) và được nhà toán học Lưu Huy bình phẩm vào năm 263. Nhiều tư liệu cổ tại các di chỉ thời Tần - Hán chứng minh sự vận dụng toán học thực tiễn trong thời kỳ này, điều mà cũng được nhắc đến trong các chuyên luận toán học nêu trên; điển hình là các quy trình kiểm kê, thu thuế, tính toán lao động cần thiết để xây cất công trình, đều do chính quyền thực thi.

### Những điều mới trong các luận thuyết
Toán sổ thư là một tuyển tập các bài toán cơ bản có kèm lời giải chi tiết (rất có thể đã từng là một cuốn sổ tay), thường là về các vấn đề giao dịch kinh doanh hàng ngày hoặc có vẻ như là các công việc của triều đình, bao gồm : các phép đo diện tích đồng ruộng, tỷ giá hối đoái của kê và gạo, phân phối theo tỷ lệ, phân chia chiều rộng ngắn, thặng dư và thiếu hụt. Một số bài toán trong Toán sổ thư sau này lại xuất hiện trong cuốn Cửu chương toán thuật, trong số đó có 5 bài trùng khớp tiêu đề.  Tuy nhiên, Toán sổ thư không đề cập đến các bài toán tam giác vuông, căn bậc hai, căn bậc ba hoặc ma trận như ở cuốn Cửu chương toán thuật. Điều này cho thấy sự tiến bộ đáng kể trong lĩnh vực toán học Trung Quốc giữa thời điểm hai cuốn sách này được biên soạn.

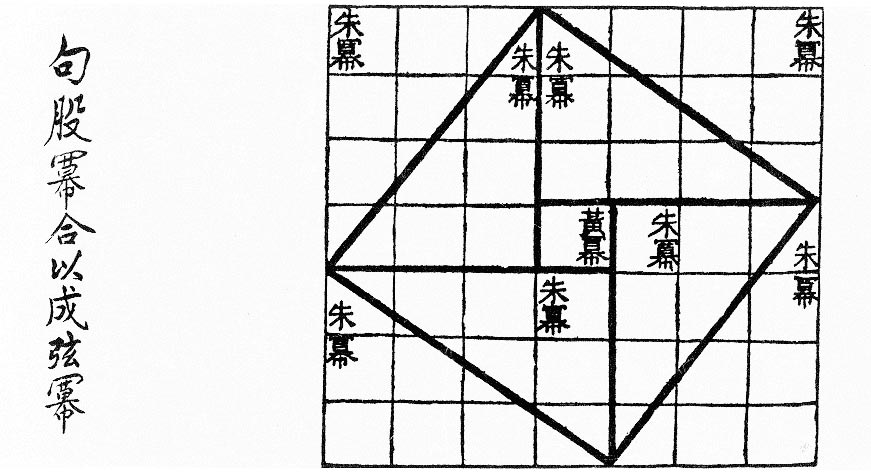
Chứng minh toán học định lý Pitago (tiếng Trung: 勾股定理) trong cuốn Chu bế toán kinh soạn thời Hán

Chu bễ toán kinh lạ ở chỗ, các bài toán được trình bày theo lối đối thoại giữa các nhân vật, bàn luận về ứng dụng của toán học trong ngành thiên văn. Ở bài toán tìm đường kính của Mặt trời và độ cao của nó so với Trái đất, Trần Tử (陳子) bảo với Vinh Phương (榮方) rằng đợi cho đến khi quỹ châm cao 8 thước đổ bóng dài 6 thước (1 thước thời Hán = 33 cm), để tạo tam giác vuông 3-4-5 với cạnh đáy dài 60.000 lí (1 lí thời Hán = 415 m/1362 ft) và cạnh huyền hướng lên mặt trời dài 100.000 lí, từ đó mà đoán được độ cao của mặt trời so với đất là 80.000 lí. Giống trong Cửu chương toán thuật, Chu bễ toán kinh cũng đã chứng minh được "Định lý Câu Cổ" (勾股定理; trong đó c là độ dài của cạnh huyền và a, b là độ dài của hai cạnh còn lại, a2 + b2 = c2), tức định lý Pitago mà nhà toán học Hy Lạp Pythagoras (fl. thế kỷ thứ 6 TCN) phát hiện độc lập bên phương Tây.
Cửu chương toán thuật có lẽ là tác phẩm mang tính đột phá nhất trong ba luận thuyết toán học Hán còn sót lại. Hiện giờ, đây là cuốn sách đầu tiên nhắc tới khái niệm số âm, theo sau bởi Bản thảo Bakhshali (200? - 600? CN) của Ấn Độ và một cuốn sách được viết bởi nhà toán học Hy Lạp Diophantus vào khoảng năm 275 CN. Trong Cửu chương toán thuật, số âm được biểu thị bởi những que đếm màu đen, còn số dương được biểu thị bởi những que đếm màu đỏ. Mặc dù hệ thập phân đã xuất hiện ở Trung Quốc từ thời nhà Thương (k. 1600 – k. 1050 TCN), bằng chứng sớm nhất về thập phân số (tức một phân số với mẫu số là lũy thừa của 10) là một dòng văn tự khắc trên một bình đo thể tích tiêu chuẩn có niên đại 5 CN, được áp dụng bởi nhà toán học kiêm thiên văn học Lưu Hâm (46 TCN - 23 CN). Song Cửu chương toán thuật mới là cuốn đầu tiên áp dụng khái niệm thập phân số để giải phương trình và biểu diễn các phép đo. Trong Cửu chương toán thuật, phép khử Gauss (tức thuật toán giải hệ phương trình tuyến tính) được gọi là Luật Mảng. Ngoài ra, Cửu chương toán thuật còn sử dụng liên phân số để tìm nghiệm của phương trình, Lưu Huy vào thế kỷ thứ 3 mở rộng ý tưởng đó để tính căn bậc ba 1.860.867 đúng bằng 123, giống hệt phương pháp lược đồ Horner bên phương Tây phát minh ra sau này.

### Tính gần đúng số pi

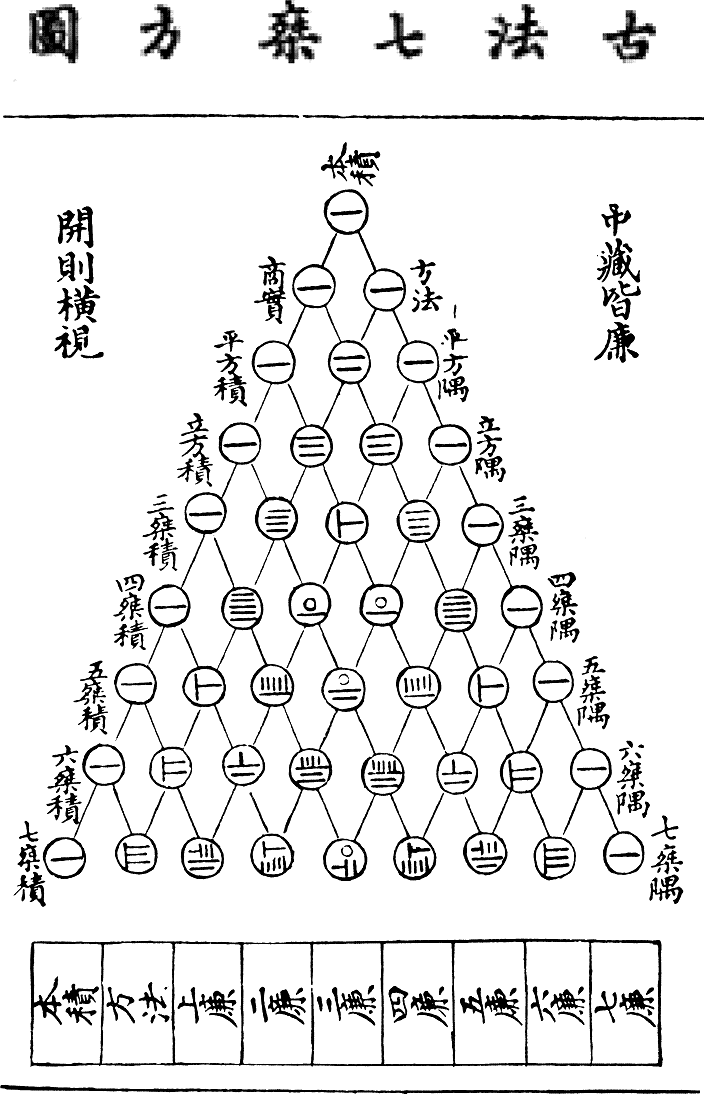
Tam giác Dương Huy (hay hiện được gọi là tam giác Pascal) đượ nhà toán học Chu Thế Kiệt minh họa bằng những que đếm vào năm 1303

Qua nhiều thế kỷ, người Trung Quốc chỉ đơn giản ước tính giá trị của số pi là 3, cho đến khi Lưu Huy ước lượng nó ở mức 3,154 vào khoảng năm 1–5 CN, mặc dù phương pháp mà ông sử dụng để có được giá trị này vẫn chưa được các nhà sử học tìm ra. Các bình đo tiêu chuẩn có niên đại thời Vương Mãng (9–23 CN) cho thấy số pi xấp xỉ 3,1590, 3,1497 và 3,167. Trương Hành là nhà toán học Hán được biết đến tiếp theo đưa ra phép tính gần đúng cho số pi. Các nhà toán học Hán biết rằng diện tích hình vuông so với diện tích hình tròn nội tiếp của nó có tỷ lệ gần đúng là 4:3, và cũng biết rằng thể tích của một hình lập phương và thể tích của hình cầu nội tiếp của nó là 42:32. Với D là đường kính và V là thể tích,D3:V = 16:9 hay V=9⁄16D3, một công thức mà Trương Hành thấy rất sai sót vì ông nhận ra giá trị của đường kính không chính xác. Để khắc phục điều này, ông đã thêm 1⁄16D3 vào công thức, do đó V = 9⁄16D3 + 1⁄16D3 = 5⁄8D3. Vì ông nhận thấy tỉ số thể tích của khối lập phương với khối cầu nội tiếp là 8:5, nên tỉ số diện tích của một hình vuông với nội tiếp hình tròn là √8:√5. Với công thức này, ông có thể tính gần đúng số pi là căn bậc hai của 10, hay 3,162. Sau thời Hán, Lưu Huy đã tính gần đúng số pi là 3,14159, trong khi nhà toán học Tổ Xung Chi (429–500) đã tính gần đúng số pi là 3,141592 (hoặc 355⁄113), ước lượng chính xác nhất mà người Trung Quốc cổ đại đạt được.

### Chiêm tinh học

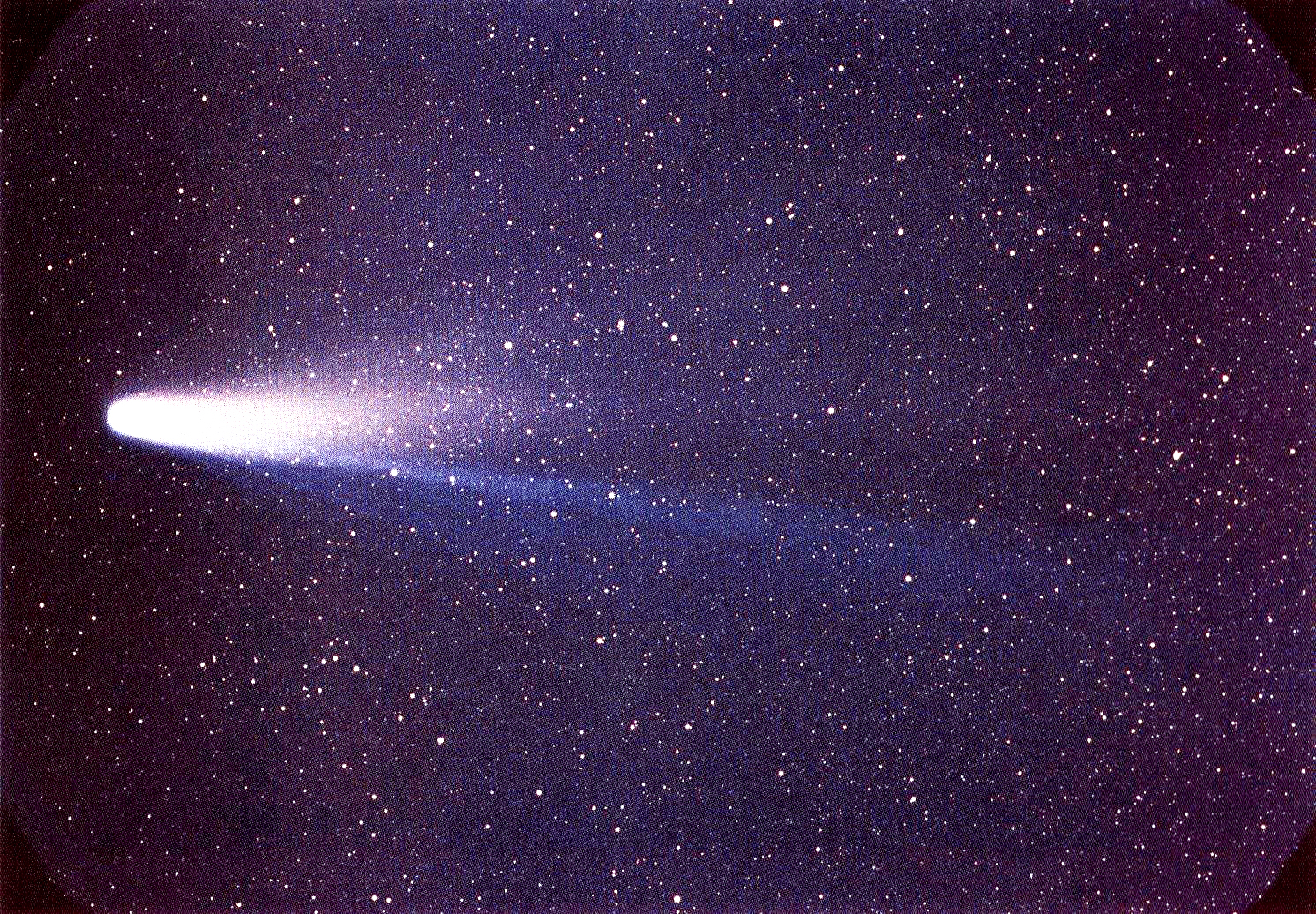
Người Trung Quốc thời Hán đã quan sát và ghi chép đường đi của sao chổi Halley vào năm 12 TCN

Người Trung Quốc cổ đại quan sát tỉ mỉ các thiên thể và hiện tượng thời tiết rồi khai sinh ra chiêm tinh học và tiên lượng. Nhà thiên văn học Cam Đế (thế kỷ thứ 4 TCN) người nước Tề là người đầu tiên trong lịch sử cho rằng các vết đen là hiện tượng mặt trời thực sự (chứ không phải là do vệ tinh tự nhiên che chắn như ở phương Tây sau quan sát của Einhard vào năm 807), tuy vậy quan sát thực sự đầu tiên về vết đen mặt trời ở Trung Quốc diễn ra vào ngày 10 tháng 5 năm 28 TCN, đời Hán Thành Đế (trị. khoảng 33–7 TCN). Trong số Mã Vương Đồi bạch thư có niên đại không muộn hơn năm 168 TCN (tìm thấy trong một ngôi mộ tại di chỉ Mã Vương Đồi thời Hán, Trường Sa, Hồ Nam), bản thảo Thiên văn khí tượng tạp chiêm (Hán tự: 天文氣象雜占, nghĩa là "tổng hợp các quan sát về thiên văn và khí tượng") có mô tả và tranh vẽ bằng mực ba trăm hiện tượng khí hậu và thiên văn khác nhau bao gồm các loại mây, ảo tượng, cầu vồng, các vì sao, các chòm sao và sao chổi. Một văn bản lụa khác cũng từ di chỉ này có tường thuật lại thời gian và vị trí của sự mọc và lặn của các hành tinh trên bầu trời đêm từ những năm 246–177 TCN.
Người Trung Quốc thời Hán đã ghi nhận sự vụt qua của cùng một ngôi sao chổi được nhìn thấy ở Ba Tư vào ngày sinh của vua Mithridates II xứ Parthia vào năm 135 TCN, cùng một ngôi sao chổi mà người La Mã thấy gần ngày của vụ ám sát Julius Caesar vào năm 44 TCN, sao chổi Halley vào năm 12 TCN, cùng một sao chổi được nhà sử học La Mã Cassius Dio (khoảng 155 - 229 CN) mô tả vào năm 13 CN, và (thứ mà ngày nay được biết là) là một siêu tân tinh vào năm 185 CN. Về các sao chổi khác nhau được thảo luận trong Sử ký Tư Mã Thiên và Hán thư, vị trí của chúng trên bầu trời và hướng chúng di chuyển, khoảng thời gian chúng đựoc nhìn thấy, màu sắc và kích thước của chúng đều được ghi chép cẩn thận.
Người Trung Quốc thời Hán cũng đã lập danh mục sao, chẳng hạn như cuốn Thiên quan thư của sử gia Tư Mã Thiên (145–86 TCN) và danh mục sao thế kỷ thứ 2 TCN của Trương Hành liệt kê tầm 2.500 ngôi sao và 124 chòm sao trên bầu trời đêm. Để tạo ra một biểu diễn ba chiều của những quan sát này, nhà thiên văn học Cảnh Thọ Xương (耿壽昌) đã tạo ra hỗn thiên nghi với đường xích đạo vào năm 52 TCN. Đến năm 84 CN, vòng hình êlip được thêm vào hỗn thiên nghi. Mô hình năm 125 của Trương Hành được thêm vòng chân trời thiên thể và vòng kinh tuyến.